# Ulisses Duarte
Ulisses Duarte (Matosinhos, 11 de março de 1923 - 15 de janeiro de 2008)
Homem de sete ofícios, foi escritor, pintor, poeta, publicitário, um dos fundadores do jornal Notícias da Amadora, das revistas Áudio Vídeo e Sol XXI. Espírito dinâmico e bom organizador, foi membro da Direção da APE – Associação Portuguesa de Escritores e da  Associação Cultural "Sol XXI", sendo um dos seus editores artísticos e redatores, presidente do "Clube dos Poetas Vivos" de que foi fundador.

## TertúliaRio de Prata
Segundo a informação digna fide de Julião Bernardes Ulisses Duarte foi um dos 5 fundadores da Tertúlia Rio de Prata, no ano de 1992, com João Marcos (Rebordões, 1923 – † Lisboa 2005), António Manuel Couto Viana (Viana do Castelo, 1923 – † Lisboa, 2010) Luís Augusto de Sousa Pereira Dantas (Ponte de Lima1946 – † Lisboa 2002) e Luís Graça. A sua poesia está presente nos livros coletivos desta Tertúlia”, onde foi homenageado. Nesta Tertúlia se juntaram artistas nascidos em 1923: o homem de teatro e poesia António Manuel Couto Viana, o homem das viagens no mundo inteiro, o poeta António Vera. Entre as pessoas que frequentaram ao longo do tempo a Tertúlia Rio de Prata, os que conviveram com Ulisses Duarte foram os poetas Julião Bernardes, Manuela Rodrigues, Joaquim Evónio de Vasconcelos, Alfredo Guisado, Paulo Jorge Brito e Abreu o crítico literário José Fernando Tavares, redator principal na Sol XXI – Revista Literária, que detém uma parte substancial do espólio do poeta Ulisses Duarte.

## Fado
Oferecia os seus poemas como letras de fados para Amália Rodrigues (por exemplo Carta a um irmão brasileiro)

## Cinema e Teatro
Os seus poemas constituem a base de guiões de documentários, como "poema filmado" "Madeira, Pérola do Atlântico" de 1965.

## Obra literária

### Poesia
- Vilancetes para o meu presépio, 1993 [6]
- Terra e Céu, 1958, 2007 [7]
- Da minha paisagem, 1959, 2007[8]
- Poemas do sol estrangulado, 1960 [9]
- O eco das palavras, [10]
- O Cajado do Peregrino, 1993[11]
- O mar do nosso feitiço, / El Mar de Nuestro Hechizo / The Spell of the Limitless Sea, 1998[12]
- Poalhas do Tempo, 1992[13]
- Palavras com distância, 2021[14]

### Coordenador de Antologias de poesia
Homenagem a Ferreira de Castro, 1998
Federico García Lorca, 100 Anos – Homenagem dos Poetas Portugueses, 1998
Homenagem a Almeida Garett, 1999
Florilégio de Natal pelos poetas da Tertúlia do Rio de Prata, 1997
Florilégio de Natal, 2005

### Prefaciador
Maçarico, Luís Filipe, Degraus, 1999
Viegas, Susete, Cantos ao vento, 2004
Coelho, João Baptista, Mar-mundo; coroa de sonetos, 1998
Monteiro, Maria Virgínia, O silêncio todo, 2000

## Publicações dedicadas a Ulisses Duarte
Poetaneamente...: 2008
A Ulisses Duarte um Poeta de Excelência, 2016